# Chantal Jones
Chantal Jones (Austin, Texas; 8 de septiembre de 1988) es una modelo estadounidense, más conocida por ser la segunda finalista de la novena temporada del reality show America's Next Top Model.

## America's Next Top Model
Durante su participación en el programa, Chantal se mostró como una fuerte competidora desde el inicio, quedando una sola vez entre las dos últimas. Sus fotos consistentes y su alegre y carismática personalidad le otorgaron el acceso a la gran final. Chantal fue resaltada por su "aspecto norteamericano", y Tyra Banks la comparó con Cheryl Tiegs, una de las primeras supermodelos americanas. En el desfile final, junto a Saleisha Stowers, ella tuvo la mala suerte de tropezar con un malabarista chino -la temática del desfile era una especie de corso o feria oriental- y por unos instantes perdió la compostura. Los jueces consideraron que Stowers fue más contundente en la pasarela y la coronaron como la ganadora. A pesar de la derrota, Chantal ha sido considerada como la modelo más completa de la historia de America's next top model. Tras su participación en el concurso, Jones firmó por muchas agencias y fue bastante solicitada por la industria de la alta moda.

### Sinopsis
- Episodio 1: Chantal fue elegida entre las 13 finalistas del concurso. En general, no tuvo problemas para ingresar, ya que desde el inicio causó una buena impresión durante la sesión de fotos en la playa.
- Episodio 2: En esta semana la sesión fue bastante polémica: trataba acerca de las consecuencias del hábito de fumar. A Jones le correspondió representar a una fumadora que debió someterse a una traqueotomía. Los jueces dijeron que la rubia presentaba un look interesante y sofisticado.
- Episodio 3: La tercera semana, la sesión se llevó a cabo en un simulador de montañismo, y las chicas debieron posar como si estuvieran escalando una pendiente. Chantal mostró una foto regular, ya que mostró un poco de rigidez.
- Episodio 4: La sesión de este episodio giró en torno a los tipos de hierbas y flores en la que ella protagonizó a una hortensia, y fue bastante sensual. Jay Manuel criticó de Chantal su forma demasiado atrevida de posar. La rubia perdió la concentración y no fue muy bien recibida por los jueces.
- Episodio 5: Esta semana las chicas fueron fotografiadas como "gárgolas fashion" en un alto edificio de Los Ángeles. La foto de Chantal resultó muy sensual y, como se ajustaba al concepto de la sesión, consiguió pasar a la siguiente ronda.
- Episodio 6: El tema de esta semana fue el de los productos reciclables. Chantal representó al papel cortado y consiguió una foto bastante dinámica, que Nigel Barker alabó aunque su cabello cubría la mitad de su rostro, la parte descubierta se veía muy bien.
- Episodio 7: Recuento de los episodios de la temporada.
- Episodio 8: Esta semana, las chicas participaron en el vídeo de Enrique Iglesias, Tired of being sorry. Durante el rodaje, la participación de Jones fue muy mala, pues no logró destilar el aire de profunda sexualidad que proponía el video. En esta ocasión, Chantal quedó entre las dos últimas. Sin embargo, accedió a la siguiente ronda tras una gran tensión.
- Episodio 9: El concepto de la sesión de esa semana era posar en un carro en llamas en el desierto. Los jueces alabaron la foto de Chantal. Twiggy dijo "no solo el carro arde sino tú también".
- Episodio 10: En este episodio, las chicas viajaron a Shanghái, China, donde visitaron clientes importantes (go-see) y filmaron un vídeo para publicitar el Covergirl Queen Collection Endorsement. Chantal logró mejorar su resultado en los comerciales y se quedó otra semana en el concurso.
- Episodio 11: La sesión de esa semana, denominada "Danza del tigre y el dragón", fue dirigida por Nigel Barker. Chantal consiguió una foto importante y pasó a la siguiente ronda.
- Episodio 12: Durante esta semana, las chicas viajaron a Pekín. La sesión de fotos fue llevada a cabo en La Gran Muralla China y estuvo al mando de Tyra Banks. El concepto era el de "Guerreras en La Gran Muralla China". Los jueces consideraron que esta fue la mejor actuación de Jones, en esta sesión también se fotografió a las cuatro concursantes restantes quienes eran: Chantal Jones, Saleisha Stowers (ganadora), Bianca Golden y Jenah Doucette. Jones logró resaltar más que las otras tres concursantes por lo que fue llamada de primer lugar esta semana.
- Episodio 13: La gran final fue protagonizada por Chantal, Saleisha Stowers y Jenah Doucette. La sesión publicitó el producto CoverGirl Wetslicks Fruit Spritzers Endorsement. La nostalgia de Jenah por su familia le impidió seguir adelante, por lo que Chantal y Saleisha accedieron al desfile final. En esta pasarela, Jones tuvo un golpe de mala suerte al tropezar con uno de los bailarines chinos, por lo que se puso  nerviosa, lo cual fue aprovechado por Stowers. En el panel final, los jueces consideraron que Stowers tuvo mejor presencia y de este modo derrotó a Jones, que, no obstante, es reconocida como una de las participantes más populares y hermosas de la historia de America's Next Top Model.

## Vida después de America's Next Top Model
Chantal ha firmado por Nous Model Management, una división de L.A. Models y 62 Models & Talent, en Auckland. Su currículum incluye desfiles en: Austin, Texas; para Whitley Kros, Jenny Han y Falguni & Shane Peacock en la Semana de la moda de Los Ángeles en el Mercedes-Benz Fashion Week de 2008. Ella también ha participado en el debut de la colección de modas de Lauren Conrad y el show de modas Pussycat Dolls de Robin Antin durante la Semana de la Moda de Los Ángeles. Jones ha aparecido en las publicaciones de Bl!ss, 7x7 Magazine y para la edición mexicana de Vogue. Asimismo, Chantal ha hecho de modelo para Farmers Clothing y ha incursionado en la actuación en la serie de CBS, The Bold and the Beautiful, que se emitió el 17 de noviembre de 2008.
Actualmente Chantal Jones ha firmado para Synergy Models Managment en Hong Kong y Muse Model Managment (Direct) Y Paragon Model Managment (México) Direct. Ha sido considera la modelo más exitosa del ciclo 9. Apareció en la portada de Orange Coast Magazine [EE. UU.] (mayo de 2007), revista OTHER [EE. UU.] (octubre de 2007), M Magazine en marzo de 2009 de Maly, Chantal apareció junto a la ganadora de ANTM 5 Nicole Linkletter en DEULTIMA MAGAZINE (México) en 2009. A esto se le suma la portada de la revista NUPCIAS (México) en (junio de 2010), MundoE Magazine (junio de 2010). En 2011 ella apareció en Hotbook Magazine. Un año más tarde apareció en Zink Magazine en septiembre de 2012, Bello Magazine 2012, Style Model Magazine, revista Elle (México). Constantemente ha sido fotografiada por grandes fotógrafos como MEG URBANI, YANA BARDADIM, JASON WANG, CHRIS PHELPS y TITO TRUEBA, entre otros.

## Vídeos musicales
Jones ha aparecido en "I Gotta Feeling" video musical de Black Eyed Peas. Además es la protagonista del video musical "Don’t Wanna Cry" de Pete Yorn.